# Aegialia crescenta
Aegialia crescenta är en skalbaggsart som beskrevs av Gordon och Cartwright 1977. Aegialia crescenta ingår i släktet Aegialia och familjen Aegialiidae. IUCN kategoriserar arten globalt som sårbar. Inga underarter finns listade i Catalogue of Life.